# Liga da Suábia

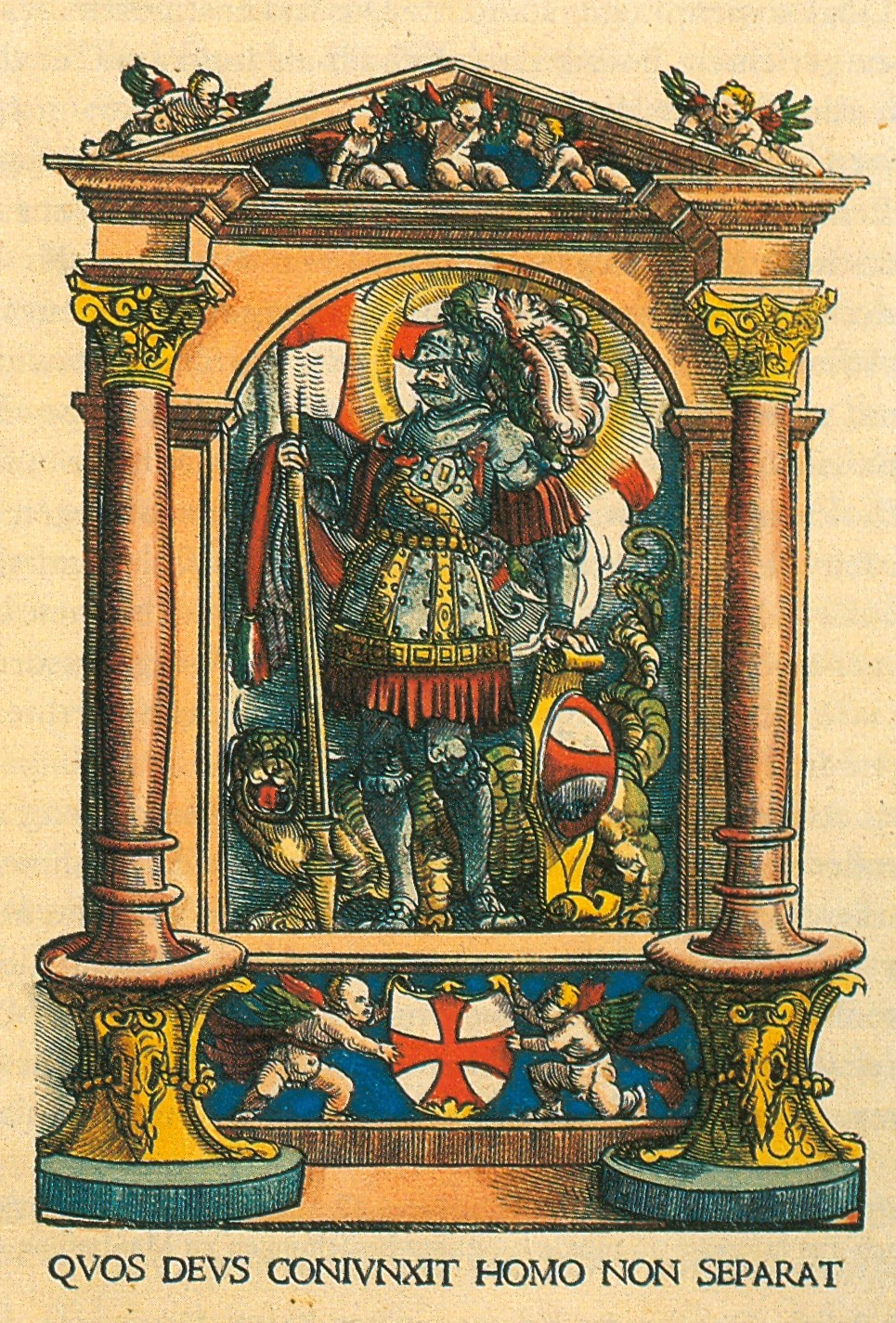
Brasão de armas da Liga da Suábia. Dois putti apoiando uma Cruz pátea vermelha em um campo branco; o lema: O que Deus uniu o homem não separa. Xilogravura pintado por Hans Burgkmair, 1522.

A Liga da Suábia (em alemão:  Schwäbischer Bund) foi uma associação de defesa mútua e manutenção da paz de Estados Imperiais, Cidades Imperiais Livres, prelados, principados e cavaleiros, principalmente no território do Ducado raiz (em alemão:  Stammesherzogtümer) da Suábia, estabelecido em 1488, a mando do imperador Frederico III de Habsburgo e aceitos assim por Bertold von Henneberg-Römhild, arcebispo de Mainz, cuja conciliar, ao invés do monárquico do Reich, muitas vezes colocá-lo em desacordo com o Maximiliano sucessor de Frederico. A Liga da Suábia colaborou para a manutenção da paz imperial e, pelo menos no início contenção dos duques expansionistas da Baviera da Casa de Wittelsbach e a ameaça revolucionária a partir do sul, sob a forma de suíços. A Liga realizou reuniões regulares, os tribunais apoiado a manutenção uma força unificada de 12 000 soldados de infantaria e 1 200 cavaleiros.
Em 14 de fevereiro de 1488 uma nova liga da Suábia foi formada, no Reichstag de Esslingen, não só nas 22 cidades imperiais, mas também da Liga St. George's Shield, bispos e príncipes (Ansbach, Baden, Baviera, Bayreuth, Hesse, Mainz, Eleitorado do Palatinado, Tréveris, Tirol, e Württemberg). A liga foi governada por um conselho federal de três colégios de príncipes, cidades e cavaleiros com um exército de 13 000 homens. Ajudaram no resgate do futuro imperador Maximiliano I, filho do imperador Frederico III, mantido prisioneiro nos baixos países, e mais tarde foi o seu principal apoio no sul da Alemanha.
Após a morte de Everardo I de Württemberg em 1496 a Liga produzido nenhum líder geralmente aceite excelente, e com a paz de 1499 com os suíços e a derrota definitiva dos agressivos Wittelsbachs em 1504, o propósito original da Liga, a manutenção do status quo no a sudoeste, foi realizado. Sua última ação importante, solicitado pela ocupação e anexação da Cidade Livre de Reutlingen pelo duque Urique de Württemberg em 1519, foi a derrubada combinada do duque, cujo território da Liga vendido para Carlos V, compensando os custos da campanha.
Em 1519, a Liga conquistou Württemberg e vendeu para Carlos V e depois para o duque Urique aproveitou a Cidade Livre Imperial de Reutlingen durante o interregno que se seguiu à morte de Maximiliano I. A revolução religiosa da Reforma Protestante dividiu seus membros, e a Liga da Suábia desapareceu de vista. Ajudou a suprimir a Revolta dos Camponeses em 1524-1526. Devido a revolta a Liga foi dissolvida em 1534.

## Membros
- Segismundo de Habsburgo, Conde de Tirol e arquiduque da Áustria Anterior, seguido pelo arquiduque Maximiliano I de Habsburgo in 1490.
- Everardo I, Conde de Württemberg (elevado para duque em 1495), sucedido pelo duque Everardo II em 1496.

acompanhados por vários príncipes do Império até 1489:
- Frederico II de Hohenzollern, Príncipe-Bispo de Augsburgo.
- Cristóvão I, Marquês de Baden.
- Jorge Frederico de  Hohenzollern, Marques de Brandemburgo-Ansbach
- Segismundo de Hohenzollern, Marques de Brandemburgo-Bayreuth.
- Bertold von Henneberg-Römhild, Arcebispo de Mainz e Príncipe-eleitor.
- João II de Baden, Arcebispo de Trier e Príncipe-eleitor.

estendido depois de 1500 por seu ex-adversário:
- Alberto IV de Wittelsbach, duque de Baviera-Munique, duque da reunida Baviera de 1503.

Em 1512 Baden e Württemberg deixaram a Liga, enquanto os príncipes-bispos de Bamberg e Eichstatt foram admitidos, seguidos por
- Filipe I, Landgrave de Hesse em 1519.
- Luís V de Wittelsbach do Eleitorado do Palatinado, Príncipe-eleitor assim como o
- Oto Henrique e Filipe de Wittelsbach, Conde palatino do Palatinado-Neuburgo e
- Conrado II von Thüngen, Príncipe-Bispo de Würzburg em 1523 e finalmente
- Matthäus Lang von Wellenburg, Príncipe-Arcebispo de Salzburgo em 1525.